# Eduardo Alcayaga
Eduardo Antonio Alcayaga Cortés (Vicuña, Chile, 7 de enero de 1962) es un ingeniero comercial con mención en Ciencias de la Administración de Empresas de la Universidad de La Serena, y político chileno. Actualmente es consejero regional de Coquimbo por la Provincia de Elqui.
Es militante del Partido Socialista (PS) desde 1982 a la fecha.

## Educación
Cursó su Enseñanza Media en la Escuela Industrial Salesiana San Ramón de la comuna de La Serena. Estudió Ingeniería comercial en la Universidad de La Serena.

## Consejo Regional
En el consejo regional de Coquimbo tiene el cargo de Vicepresidente de la Comisión de Salud, Educación y Cultura, y miembro del Directorio de la Agencia de Desarrollo Regional Productivo, del Subcomité de Innovación, Ciencias y Tecnología, en representación del Consejo Regional de Coquimbo.
El 1 de febrero de 2017 asumió como presidente del Consejo Regional de Coquimbo.